# الحسنية (النادرة)

تعديل مصدري - تعديل

الحسنية محلة تابعة لقرية بيت عبيد، التابعة لعزلة المفتاح الاعلى بمديرية النادرة إحدى مديريات محافظة إب في الجمهورية اليمنية، بلغ تعداد سكانها 29 حسب تعداد اليمن لعام 2004.